# ۱۵ روباه
۱۵ روباه یک ستاره است که در صورت فلکی روباهک قرار دارد.